# Mappō
 (mai 2020).
Cette page contient des caractères spéciaux ou non latins. S’ils s’affichent mal (▯, ?, etc.), consultez la page d’aide Unicode.
Mòfǎ, 末法 (chinois), mappō, まっぽう (japonais), « fin du dharma » ou « fin du bouddhisme (de Shakyamuni) », serait la dernière des trois époques (ou ères) de cinq périodes de l'histoire du bouddhisme selon Shakyamuni lui-même. Cette idée, dont le germe se trouve au chapitre 23 du Sūtra du Lotus, aurait fleuri au Moyen Âge en Asie. Au terme de ces époques, un nouveau bouddha est censé venir, qui débutera un nouveau cycle. L’humanité  serait entrée dans l’époque de mappō entre le VIe siècle et le XIe siècle. Cette opinion est partagée par la quasi-totalité des courants bouddhistes, même s’ils n'en tirent pas tous les mêmes conséquences. Pour la plupart d'entre eux, le prochain bouddha après l’ère de mappō serait Maitreya.
Les croyants d'écoles nichireniennes telle la Soka Gakkai internationale voient en Nichiren le bouddha de cette époque de Mappō, l’époque de la Fin de la Loi, enseignée par le bouddha Shākyamuni comme faisant suite aux périodes de la Loi correcte (Shōhō) et de la Loi formelle (Zōhō).
Bien que la croyance à la succession des bouddhas et aux cycles d’évolution-involution, inspirés de la cosmologie hindouiste, soit présente dès les origines du bouddhisme (kalpa), c’est en Chine et au Japon que la notion de mòfǎ / mappō a pris de l’importance, dans la conjoncture de périodes historiques troublées et, pour la Chine, dans le contexte d’une culture religieuse familière du messianisme et du millénarisme. La notion d’ère finale joue un rôle important dans les doctrines de quelques courants bouddhistes, en particulier la Terre Pure, ainsi que dans certains mouvements taoïstes syncrétistes et nouveaux courants religieux chinois.
Le bouddhisme de Nichiren se fonde, lui, sur la notion de kōsen-rufu qui apparaît dans le chapitre « Les actes antérieurs du bodhisattva Roi-de-la-médecine », le 23e du Sūtra du Lotus.

## Les cycles du Dharma

### Bouddhisme ancien et Theravadā
Dans le canon pali, le Bouddha fait référence à la disparition dans un lointain avenir de sa doctrine. Un passage célèbre[réf. souhaitée] est celui où, acceptant les femmes dans les ordres, il prédit néanmoins que l’existence de nonnes raccourcira la durée de rayonnement de son enseignement de mille à cinq cents ans. En fait, dans certains passages[réf. souhaitée], Gautama laisse entendre que le dharma était déjà en déclin de son temps ; le canon pali envisage en effet des mégacycles très longs incluant des cycles plus petits. Plusieurs dialogues décrivent un âge d’or futur signalé par l’avènement d’un cakkavatti (sanskrit: cakravarti), « tourneur de roue » (apportant de grands changements) mentionné dans le Cakkavatti-Sihanda Suttanta. Buddhaghosa décrit l'effacement par étapes des enseignements du Bouddha : d’abord aucun arahat n’apparaîtra plus, puis les enseignements perdront leur contenu pour ne garder que leur forme, qui elle-même finira par disparaître ; enfin, le souvenir du Bouddha lui-même s’effacera, et les dernières de ses reliques seront réunies à Bodh-Gaya, lieu de son illumination, pour y être incinérées. Un certain temps après, Maitreya, qui réside actuellement dans le ciel de Tusita où les bodhisattvas attendent leur re-naissance finale, apparaîtra pour « remettre en mouvement la roue du Dharma ».

### Mahāyāna
Dans le courant mahayana, il existe diverses opinions quant à la durée du processus, le déclin commençant mille, mille cinq cents ou deux mille ans après le parinirvana (mort du Bouddha). La période de mòfǎ, qui ne durait que cinq cents ans dans les textes anciens[réf. nécessaire], aurait été allongée à cinq mille, puis dix mille ans.
À titre d’exemple, le Sūtra de la Grande Collection (Mahasamnipata sutra, zh : Dàjíjīng, 大集經 ; jp : Daijikkyo) traduit du sanscrit en chinois au IVe siècle énumère (dans son fascicule 55) trois époques, ou ères, (zh : Sānshí 三時 ; jp : Sanji), subdivisant les deux premières en deux, soit un total de quatre périodes de cinq cents ans chacune (zh : wǔ ge wǔ bǎi suì, 五箇五百歳 ; jp : 五箇の五百歳, go no gohyaku sai) avant celle de mappō, période de querelles et de conflits, notamment entre écoles bouddhiques rivales qui se querelleront inlassablement entre elles ; en conséquence, le véritable enseignement de Shakyamuni sera obscurci et perdu.
- l’époque de la Loi correcte, de « la Loi pure »[5], ou ère du vrai Dharma (正法, zh : zhèngfǎ; jp : Shōhō) comprend deux périodes :
  - l'âge de l'illumination (解脱堅固, zh : jiětuō jiāngù ; jp : gedatsu kengo)
  - l'âge de la méditation (禅定堅固, zh : chándìng jiāngù ; jp : zenjō kengo)
- l’époque de la Loi formelle ou ère du semblant de Dharma (像法 zh : xiàngfǎ ; jp : Zōhō) comprend deux périodes :
  - l'âge de la lecture, récitation et écoute (des sûtras) (読誦多聞堅固 zh : sòngduōwén jiāngù ; jp : dokuju tamon kengo)
  - l'âge de la construction des temples et des stupas (多造塔寺堅固, zh : duōzào tǎsì jiāngù ; jp : tazō tōji kengo)
- l'époque de la Fin de la Loi[6] ou ère de la Fin du Dharma (末法 zh : mòfǎ ; jp : Mappō) débutant l'âge des conflits (闘諍堅固, zh : zhēng jiāngù ; jp : tōjō kengo). Elle se caractérise par des troubles, des famines et des catastrophes naturelles ; les enseignements du bouddhisme prêchés par Shakyamuni avant le Sūtra du Lotus perdent tout pouvoir salvateur et finissent par disparaître. Afin d’« octroyer aux êtres vivants la sagesse de l’Ainsi-venu »[7],[8], le Bouddha y révèle implicitement la connaissance (avidyā) de la vérité ultime (sanskrit : paramārtha ; chinois : zhēndì, 真谛) ou de la vraie Loi (sanskrit : saddharma ; chinois : miàofǎ, 妙法, "Loi merveilleuse")[9].

L'opinion la plus répandue semble être que la durée des deux premières époques est de quatre fois cinq cents ans, puis dix mille ans pour la dernière, dont la première période de cinq cents ans serait déterminante.

## Chine
On trouve dans la Chine médiévale un important corpus de textes traitant de la fin du dharma, circulant individuellement ou en tant que partie d’ouvrages comme le Sutra de la grande assemblée ou le Sutra mahaparinirvana. Plusieurs écrits portant comme titre La Fin du dharma relatée par le Bouddha sont sans équivalent en sanscrit ou pali, et devraient être considérés comme des apocryphes locaux. La notion de mòfǎ a une présence particulièrement forte pendant la période médiévale avec un apogée sous les dynasties Sui et les Tang.
Des auteurs comme R.L. Nadeau proposent quelques grands facteurs à ce succès : 
- Sentiment de crise dû aux difficultés des temps : de la fin des Han (220) jusqu’au début des Sui (581), le pays connaît une longue période de division ponctuée de guerres et le bouddhisme subit quelques persécutions.
- Qualité parfois contestable des moines, les monastères subventionnés étant un refuge pour une population dont les motivations ne sont pas toujours spirituelles.
- Collusion d’une partie du clergé avec le pouvoir, les souverains des royaumes du Nord en attendant souvent des services administratifs et politiques.
- Rivalités sectaires, particulièrement importantes à partir du VIe siècle. En particulier, les nouveaux venus (Sanjie, Tendai, Chan) considèrent les courants installés comme décadents et préconisent contre l’institutionnalisme clérical un renouveau impliquant aussi les laïcs (bouddhisme mahāyāna).
- Attrait des figures sotériologiques : Amitabha, Maitreya, Ksitigarbha et Manjushri sont les plus connus. Leur culte se combine aisément avec une attente millénariste. Amitabha est la déité centrale de la Terre Pure, Ksithigarbha celle de l’école Sanjie. Le culte de Maitreya s’est répandu assez tôt en Asie centrale et dans la Chine médiévale où ses représentations iconographiques sont nombreuses. Il restera une figure messianique importante pour de petits mouvements tout au long de l’histoire chinoise, et sera même adopté par certains courants spirituels d’origine occidentale comme la théosophie.

La mystique millénariste basée sur la notion de mòfǎ s’est maintenue jusqu’à nos jours notamment dans des petites "sectes" ou écoles syncrétiques (bouddhisme-taoïsme-confucianisme).

## Japon
Les troubles que connaît le pays à la fin du Xe siècle sont expliqués par l’approche de mappō, dont l’idée s’est répandue dans les classes aisées au cours de la seconde moitié de la période Heian. Elle sert d’arrière-plan à la fondation en 964 du Kangaku-e (勸學會), société d’encouragement à l’étude qui rassemble des moines Tendai et des élèves des universités (daigaku 大學) de la capitale, futurs administrateurs. La date de début du déclin est même  fixée par certains à la septième année de Eishyo (1052). Cette même année, le régent Fujiwara no Yorimichi transforme un palais d’été en temple (Byōdō-in) consacré au bouddha Amida, dont le rôle de sauveur est apprécié en ces temps où le bouddhisme classique a perdu son pouvoir. C’est justement l’argument du fondateur de l'école de la Terre pure (Jōdo shū) au Japon, Hōnen (1133-1212) et plus particulièrement Shinran (1173-1263), patriarche du Jōdo shinshū. Ils s’appuient sur un texte de Genshin (942-1017) L'Essentiel sur la renaissance dans la Terre pure.
Le concept de mappō joue un rôle moins important durant la fin des ères Kamakura et Muromachi, mais connaît un certain regain au XIVe siècle dans le cadre de luttes sectaires régionales. De nos jours, il est toujours présent dans le bouddhisme de Nichiren et dans certains courants amidistes, en particulier le jodo shinshu.
Le bouddhisme de Nichiren s'établit sur la notion de grand vœu de Kosen-rufu qui signifie « littéralement enseigner et transmettre largement afin d'assurer une paix et un bonheur durable pour l’humanité », conformément au chapitre 23 du Sûtra du Lotus. « Les bouddhistes japonais considéraient l’époque de la Fin de la Loi comme un verdict de culpabilité à l’encontre de l’humanité égarée. [...] Nichiren logeait la bouddhéité en ce corps et en cette vie. Il n’y avait donc aucun effort à faire pour aller ailleurs, pas de doctrine pour échapper à ce monde ou à ses souffrances, et avec cet enseignement venait l’obligation de faire la paix avec ce monde même, pas le monde suivant, et la mission d’établir la paix avec les êtres humains qui l’habitent. Réinterprétée par Nichiren, l’époque de la Fin de la Loi devenait l’ère de kosen-rufu - une époque où les enseignements du Sûtra du Lotus se répandraient largement dans le monde entier. »